# Thuine
Die Gemeinde Thuine liegt im Süden des Landkreises Emsland im Südwesten Niedersachsens. Die Gemeinde ist Mitgliedsgemeinde der Samtgemeinde Freren.

## Geografie

### Lage
Thuine liegt an der Bundesstraße 214, etwa 12 km östlich der Stadt Lingen (Ems) und 50 Kilometer nordwestlich von Osnabrück. Es liegt im Mittelteil der hügeligen und waldreichen Lingener Höhe (ein Teil davon heißt Thuiner Holz), dessen höchste Erhebung mit 91 m über NN der Windmühlenberg an der Grenze zu Langen ist.

### Ortsteile/Bauerschaften
Zu Thuine gehören folgende Ortsteile bzw. Bauerschaften:
- Hollenhorst
- Kunkenbecke
- Lütkenholte mit Siedlung Felsberg
- Niederthuine
- Lindenbrink
- Dorf
- Windmühlenberg

Auf Niederthuiner Gebiet befindet sich auch das Kloster der Thuiner Franziskanerinnen vom hl. Martyrer Georg.

### Nachbargemeinden
Nachbargemeinden sind im Norden die Gemeinden Langen und Lengerich, im Osten die Stadt Freren, im Westen die Stadt Lingen und im Südwesten die Gemeinde Messingen.

## Geschichte
Das Umland ist durch zahlreiche megalithische Relikte der Trichterbecherkultur gekennzeichnet wie das Ganggrab Großsteingrab in der Kunkenvenne. Die imposante Anlage ist eine der besterhaltenen in der Region. Sie hat eine doppelte ovale Einfassung von 33 m Länge und acht Metern Breite. Die Kammer ist 26,5 m lang und bis zu 4,4 m breit.
Die Herkunft des Namens Thuine (alt: Thuinun, Thunen, Tune) ist eher unsicher. Hierin könnte das alte, im plattdeutschen noch bekannte Thun gleichbedeutend mit Zaun, Umfriedung (siehe auch niederl. Tuin für Garten) stecken. In Thuine hat es weit vor der Christianisierung einen uralten Gerichtsplatz gegeben, auf dem Gericht unter Linden gehalten (gehegt) wurde (siehe: Thie/Thing). Dieser Platz wurde umspannt oder durch eine Hecke (niederdeutsch. Hege) begrenzt, eingefriedet. Das heißt, hier herrschte Gerichtsfrieden, auch wenn man sich vorher gestritten hatte.
Noch vor der ersten schriftlichen Erwähnung des Namens Thuine wurde durch Ludwig den Frommen im Jahre 819 dem Abt Castus von Visbeck eine Zuwendung für die ihm untergebenen Kirchen des Leri-, Hase- und Frankengaus gegeben. Dabei sollte die Kirche in Saxlinga ausgenommen sein. Ein Grundstück mit einem ähnlich klingenden Namen (die Saßlingen) befindet sich in Thuine, etwa zwei Kilometer vom Ortskern entfernt. Hier wurden auf einer Anhöhe Reste einer Mauer gefunden. Ob hier die Kirche von Saxlingen oder eine alte Burg gestanden hat, ist ungewiss.
Thuine ist mit Messingen einer der am frühesten erwähnten Orte (bereits 836) im Heberegister der Abtei Werden. Thuine gehörte damals zum Venkigau. Im Mittelalter gehörte es zur Grafschaft Tecklenburg. Nach der Niederlage der Tecklenburger Grafen im Schmalkaldischen Krieg wurde Thuine 1548 ein Teil der Grafschaft Lingen. Unter König Friedrich I. wurde Thuine 1702 ein Teil von Preußen.  Nach französischer Besatzungszeit unter Napoleon gelangte Thuine 1815 an das Königreich Hannover.

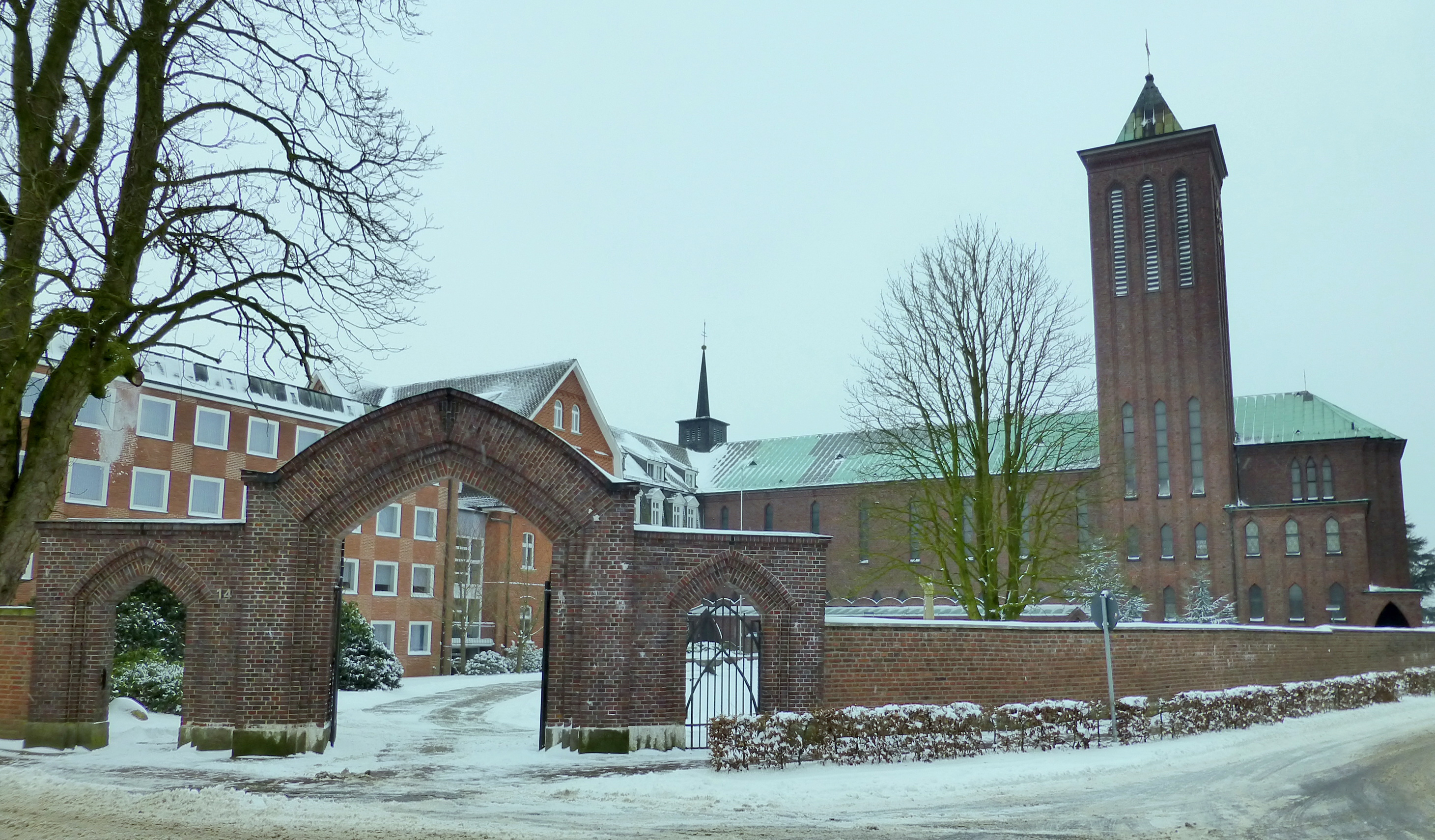
Teilansicht des Klosters

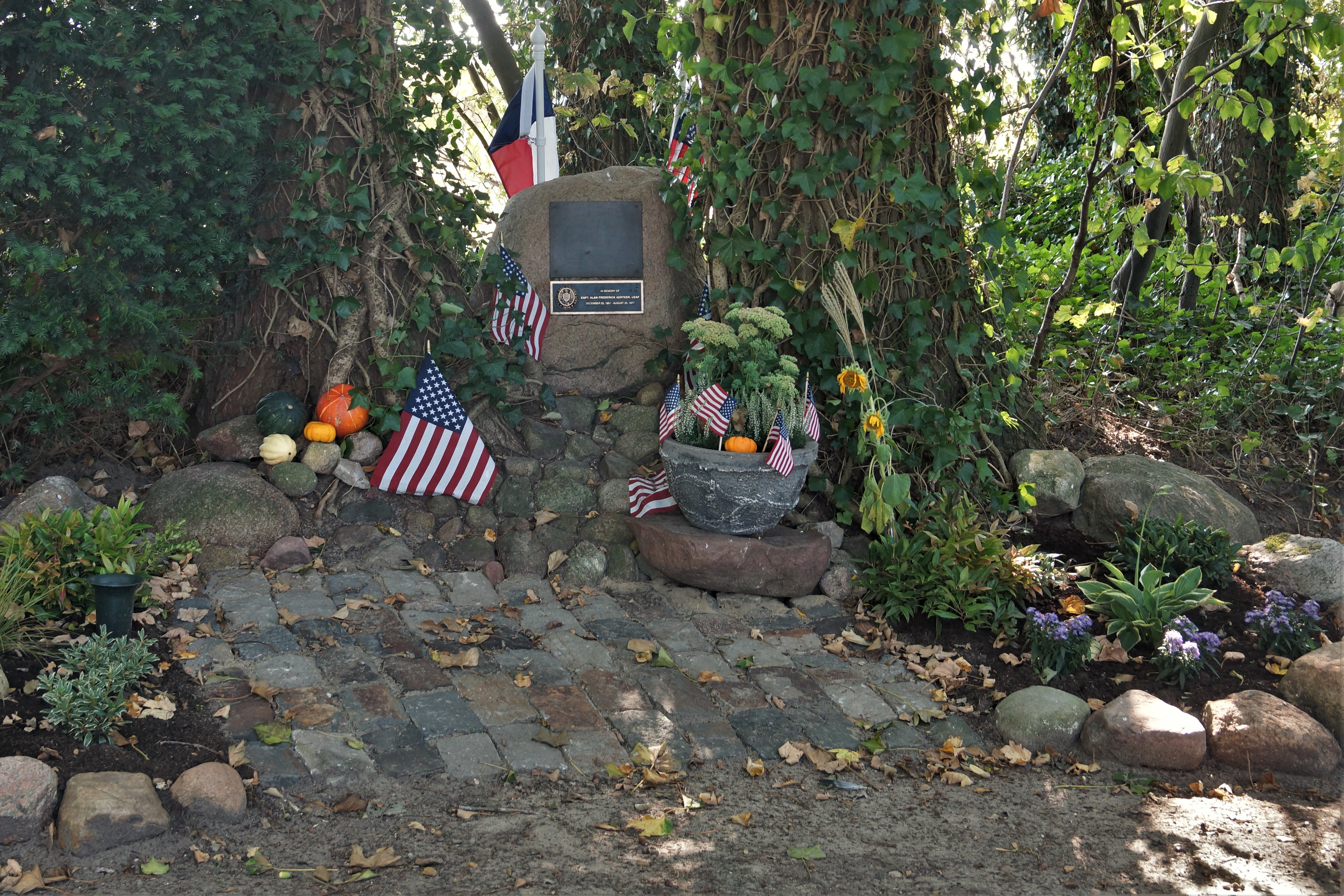
Denkmal für die abgestürzten Piloten der Phantom an der Mühlenstraße

Der Ort Thuine ist durch das Kloster und die Ordensgemeinschaft der Franziskanerinnen vom hl. Martyrer Georg bekannt, die von Schwester Maria Anselma Bopp 1869 gegründet wurde, um caritative und soziale Hilfe im Namen Gottes, insbesondere Krankenpflege zu bewerkstelligen. Zuvor wurde das erste Schwesternhaus (ein kleines Fachwerkhaus) von Franziskanerinnen aus der Kongregation vom Heiligen Kreuz in Straßburg im Jahr 1857 bezogen.
Am 25. August 1977 stürzte eine US-Phantom RF-4C unter nie ganz geklärten Umständen am Klosterweg ab. Beide Piloten starben. Es wird vermutet, dass sie sich hätten retten können. Aber sie hätten die Gefahr gesehen, dass dann die Maschine auf Thuine abstürzte. Zur Erinnerung wurde 1996 an der Absturzstelle ein Denkmal errichtet.

### Geschichte der früheren Bauerschaften
Thuine hatte früher fünf, sich selbst verwaltende Bauerschaften, von denen drei an Freren abgegeben wurden:
Suttrup
(alt: Suddorphe, auch Susdorphe, später Zuttorpe = Süddorf, südlich von Thuine) wird um 1000 im Werdender Urbar als Teil des Venkigaus erwähnt. Im Corveyer Heberegister werden die Namen Abbo, Sidac, Eligo und Immigo als Abgabepflichtige genannt. 1456 erhielt die Ortschaft die Erlaubnis eine „nye Capellen uppe den olden Zuttorper Kerkhove“ zu erbauen. Die kleine Kapelle wurde auf der Grenze zwischen Suttrup und Lohe auf dem Gelände des Bauern Menke (heute Hüsing) errichtet. Sie wurde um 1900 abgerissen. Lediglich das alte Kapellenkreuz ist bei der Suttruper Schule wieder aufgerichtet worden. Suttrup wurde 1974 an Freren abgetreten. Seit 1974 besuchen die Kinder aus Suttrup die Grundschule in Beesten.
Lohe
In der Bauerschaft Lohe (dtsch. Hain) wurde der Landgöding gehalten, bei dem Streitigkeiten über Grenzen, Erbschaften, Abgaben usw. entschieden wurden. In Lohe wurde 1847 ein bedeutender Schatzfund aus römischer Zeit gemacht. Die Ortschaft wurde zusammen mit Venslage 1974 an Freren abgegeben. Der Stadtteil Lohe gehört kirchlich zur Pfarrei Unbefleckte Empfängnis Mariens. Zusammen bilden Suttrup und Lohe die Pfarrei Unbefleckte Empfängnis Suttrup-Lohe.
Venslage
(alt: Vennislay) kommt um 1000 im Werdener Heberegister vor. Das Bestimmungswort ist unsicher. Eine Annahme ist, dass sich der Name von Feme herleitet. Das wäre dann ein Ort, an dem die Feme getagt hat. Der Ort ist 1974 zu Freren gekommen. Kirchlich und schulisch ist Venslage weiterhin Thuine zugeordnet.
Hollenhorst
Das Grundwort -horst bedeutet Stätte, Ort. Das Bestimmungswort hollen könnte gut bedeuten (heute noch im Wort holden enthalten). Es handelte sich somit möglicherweise um eine Stätte, wo die guten (holden) Götter wohnten.
Brümsel
In Brümsel steckt das Bestimmungswort brüm für Ginster oder Brombeeren (niederdeutsch. noch als Brommelbeeren erhalten). Das Grundwort ist unklar. Einerseits könnte -sel Gewässer, Nässe, Morast bedeuten. Aus sel/sil in Übertragung auf das dem Herosprinzip zugeordnete (Frucht-)Wasser, vgl. urgerm. síh(w)ila, sí(g)wila. Hier wäre dann ein Ort in Bezug zu einem entsprechend wichtigen Gewässer benannt, an dem Ginster oder Brombeersträucher standen. Andererseits könnte „sel“ eine Abkürzung von sedil = Sitz, Aufenthaltsort, Wohnung, Obdach sein. Das ergäbe dann eine Behausung in einem Brombeerfeld. Brümsel ist heute ein Ortsteil von Messingen und gehört sowohl kirchlich (seit 1919), als auch schulisch zu Messingen.

### Eingemeindungen
Am 1. März 1974 wurden Teile der ehemaligen Gemeinde Lohe-Venslage mit damals mehr als 50 Einwohnern eingegliedert.

### Entwicklung des Ortes
| Einwohnerzahl | 1794 | 1880 | 1900 | 1925  | 1933  | 1939 | 1950  |
| ------------- | ---- | ---- | ---- | ----- | ----- | ---- | ----- |
| Thuine        | 507  | 668  | 843  | 1.149 | 1.046 | 795  | 1.359 |
| Suttrup       | 375  | 395  | 419  | 0.463 | 0.482 | 477  | 0.596 |
| Lohe-Venslage | 311  | 331  | 331  | 0.342 | 0.363 | 387  | 0.483 |
| Brümsel       | 178  | 139  | 124  | 0.152 | 0.179 | 189  | 0.249 |

## Gemeinderat
Der Gemeinderat setzt sich aus elf Ratsherren zusammen. Als Ergebnis der Kommunalwahl im September 2021 gehören ihm zwei Parteien an (CDU und SPD).
- CDU: acht Sitze
- SPD: drei Sitze

## Infrastruktur

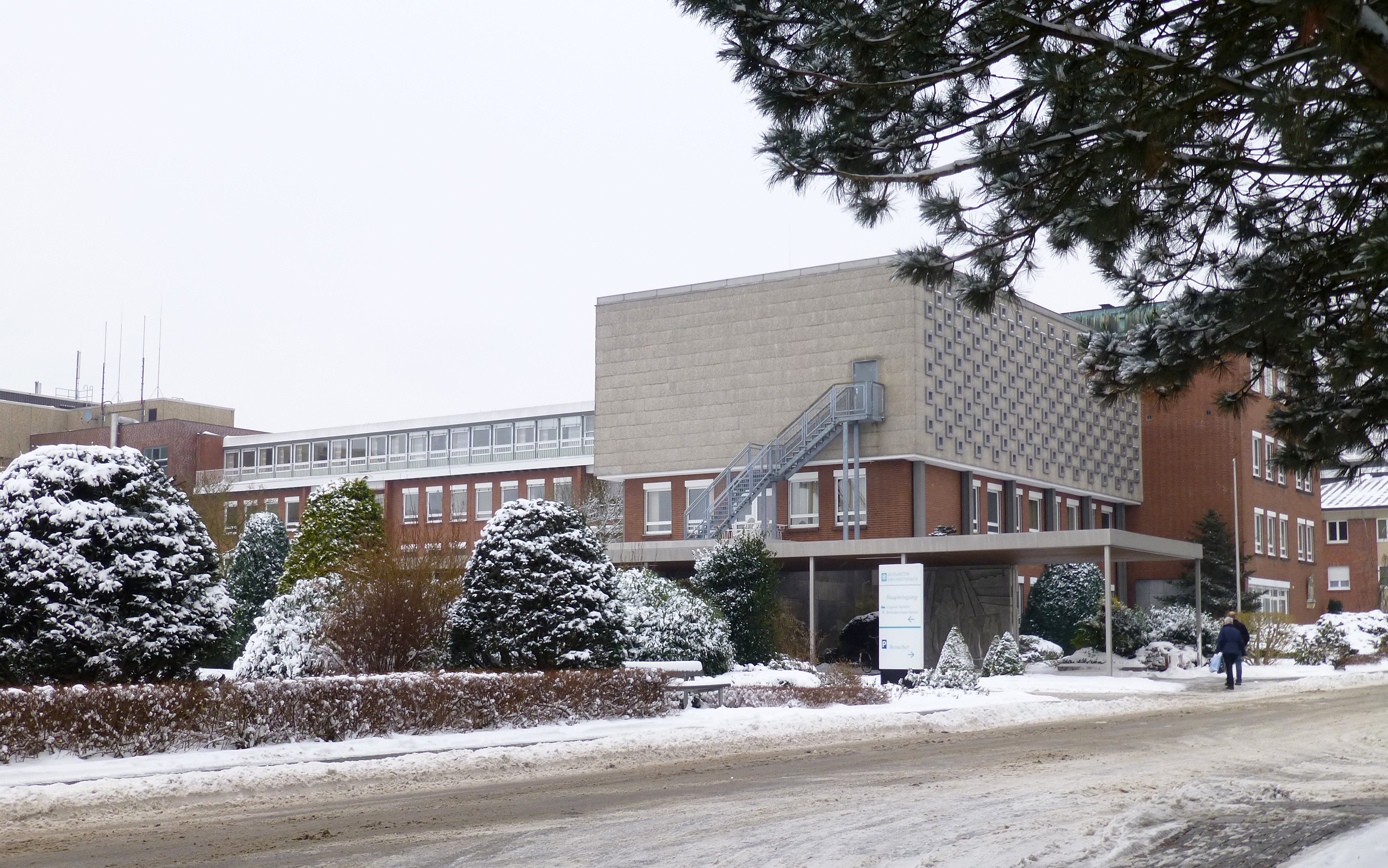
St.-Elisabeth-Krankenhaus

### Gesundheitswesen
In Thuine befinden sich das St.-Elisabeth-Krankenhaus, dessen Betrieb am 7. Februar 2025 eingestellt wurde, sowie das Hospiz St. Veronika und das Haus St. Katharina, eine Einrichtung für demenzkranke Menschen. Diese Einrichtungen befinden sich seit Januar 2018 in der Trägerschaft der Niels-Stensen-Kliniken. 
Des Weiteren gibt es eine allgemeinmedizinische Praxis, einen Augenarzt, eine Facharztpraxis für Gynäkologie, eine Zahnarztpraxis sowie eine Apotheke. Alle Arztpraxen und Einrichtungen des Gesundheitswesen befinden sich zentral im Kreuzungsbereich Hauptstraße/Klosterstraße/Gebr.-Weltring-Straße. An der Kolpingstraße befindet sich seit 2022 eine Rettungswache des DRK mit zwei Rettungswagen im 24-Stundendienst.

### Bildung
Vor Ort befindet sich der katholische Kindergarten St. Georg (Krippen- u. Regelgruppe) sowie die Grundschule. Des Weiteren befinden sich auf dem Gelände des Mutterhauses die Berufsbildenden Schulen (BBS Thuine) sowie die Antoniusschule, eine private Haupt- und Realschule mit dazugehörigem Internat. Beide zuletzt genannten Bildungseinrichtungen befinden sich in Trägerschaft der Franziskanerinnen vom hl. Martyrer Georg. Die Antoniusschule kann extern sowohl von Mädchen als auch von Jungen besucht werden; das dem Mutterhaus räumlich angeschlossene Internat ist ein reines Jungeninternat.

### Öffentlicher Personennahverkehr
Thuine ist mit einer Buslinie der Verkehrsgemeinschaft Emsland-Süd an den ÖPNV angeschlossen und verbindet den Ort nahezu stündlich mit Lingen bzw. Freren (Fürstenau). Hauptsächlich zu den Schulstoßzeiten ist Thuine an Buslinien nach Lengerich und Messingen angebunden.
Von April bis November ist Thuine auch an den Wochenenden und an Feiertagen mit dem Bus zu erreichen. Der Emsland-Radexpress verbindet die Städte Lingen bzw. Freren und Lengerich mit Thuine.
Der nächste Bahnhof befindet sich im elf Kilometer entfernten Lingen (Ems). Dort besteht Anschluss an den Regionalexpress (RE 15) nach Emden Hbf (–Emden Außenhafen) bzw. nach Münster (Westf) Hbf sowie an die IC-Linie in Richtung Emden (–Norddeich Mole) bzw. Köln (–Koblenz).

### Medien
Thuine liegt im Verteilungsgebiet der Lingener Tagespost aus der Verlagsgruppe der Neuen Osnabrücker Zeitung. Diese erscheint montags bis samstags. Zusätzlich erscheint sonntags der Emsland-Kurier. Zu Monatsbeginn erscheint das Thuiner Echo, ein Mitteilungsblatt, in dem Berichte aus dem Thuiner Leben sowie Termine aus dem Vereinsleben und allgemeine Informationen der Gemeinde veröffentlicht werden.

## Tourismus und Einzelhandel
Thuine ist an das Radwege-Netz des südlichen Emslandes angeschlossen. Im Ort gibt es einige Übernachtungsmöglichkeiten in Pensionen und Privatunterkünften sowie einen Gasthof mit Schank- und Saalbetrieb am westlichen Ortsausgang in Lütkenholte. Am Rundweg von ca. drei Kilometer über die „Straße der Lieder“ liegt ein Kneipp-Becken. In Thuine befinden sich mehrere Fachgeschäfte und ein Verbrauchermarkt.

## Kultur und Sehenswürdigkeiten

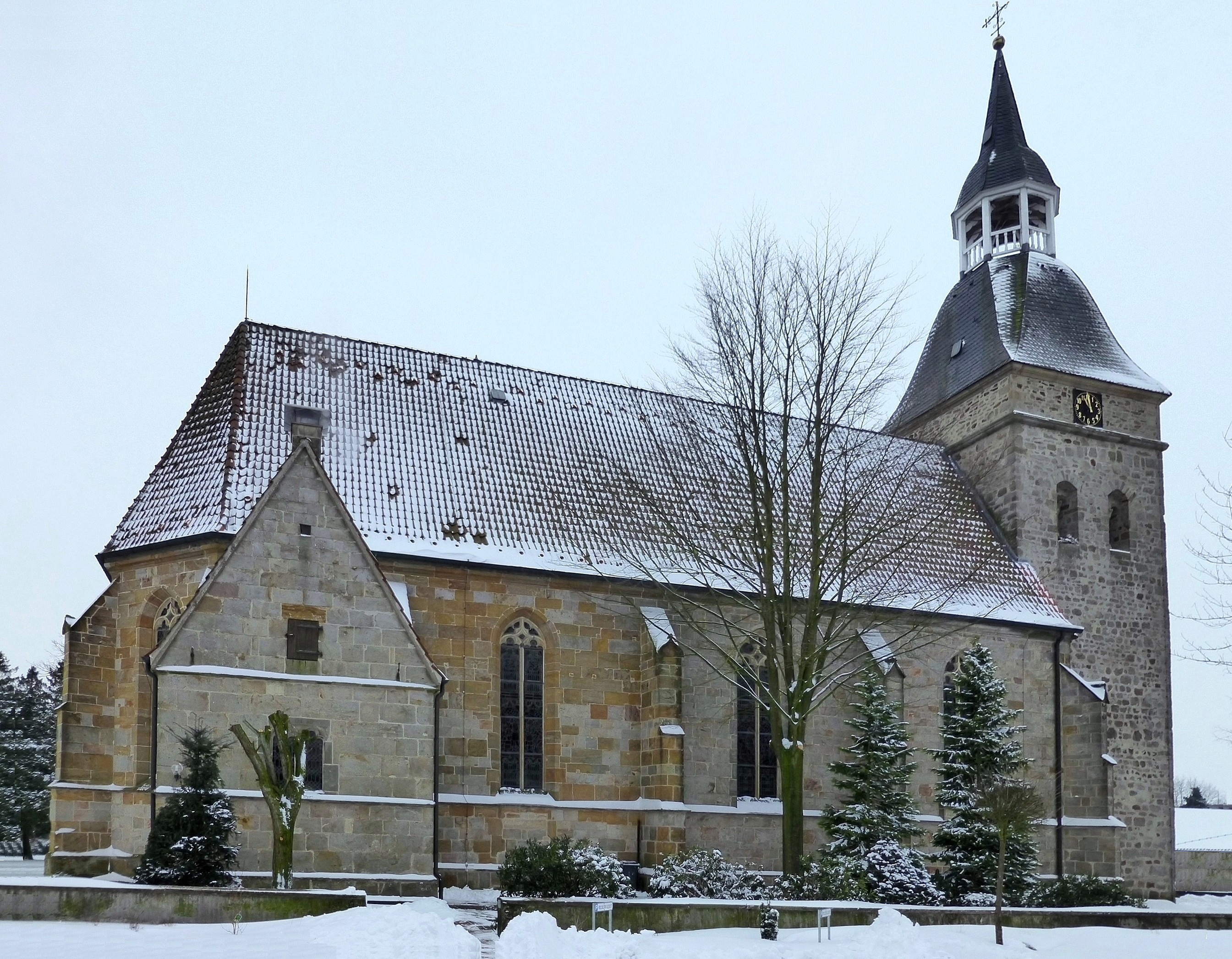
Dorfkirche

Das Großsteingrab in der Kunkenvenne ist eine Megalithanlage aus der Zeit zwischen 3500 und 2800 v. Chr. Sie ist fast vollständig erhalten, liegt einen Kilometer nördlich von Thuine und ist die eindrucksvollste Anlage Nordwestdeutschlands. Sie besteht aus doppelten ovalen Einfassungsreihen. Die Kammer nimmt fast den gesamten Innenraum ein.
Die Dorf- u. Pfarrkirche St. Georg, deren ältester Teil, der Kirchturm, aus dem zwölften Jahrhundert stammt, ist eine Simultankirche und wird sowohl von der katholischen Pfarrgemeinde St. Georg Thuine als auch von der unierten evangelischen Kirchengemeinde Freren-Thuine genutzt. 
Weitere Sehenswürdigkeiten:
- Kloster der Franziskanerinnen vom hl. Martyrer Georg mit der Mutterhauskirche (Christus-König-Kirche) als herausragendes Werk expressionistischer Backsteinkunst
- Soldatenfriedhof Thuine
- Josefsklause am Waldfriedhof
- Heideweiher Mickelmeer

## Vereinsleben
In Thuine gibt es eine Vielzahl an kirchlichen Vereinen (Kolping, KLJB, Kirchenchor St. Cäcilia u. a.). Für die kirchlichen Vereine stehen das Pastor-Dall-Haus (Altes Pfarrhaus) und die „Alte Färberei“, ein kleines Fachwerkhäuschen, in der Ortsmitte zur Verfügung.
Tragende, nichtkirchliche Vereine sind die Freiwillige Ortsfeuerwehr Thuine (Stützpunktfeuerwehr) mit angegliederter Jugendfeuerwehr, der Sportverein SV Germania Thuine mit Fußball, Boule und Tennisabteilung, der über 400 Jahre alte Schützenverein St. Georg 1614 e. V. und der Spielmannszug St. Georg Thuine (Deutscher Meister 2019). Weiterhin gibt es die DLRG-Ortsgruppe sowie den DRK-Ortsverein, der sich auf die Sozialarbeit spezialisiert hat und keine Bereitschaft stellt.

## Persönlichkeiten

### In Thuine geboren
- Heinrich Friedrich Wilhelm Perizonius (1802–1895), deutscher Theologe
- Heinz Lau (* 1950), Priester und Provinzial der Herz-Jesu-Priester
- Roswitha Badry (* 1959), Islamwissenschaftlerin und Hochschullehrerin
- Ulrike Becker (* 1959), Übersetzerin und Kulturmanagerin
- Monika Hermanns (* 1959), Richterin des Bundesverfassungsgerichts
- Jürgen Peter Kropp (* 1959), Klimaforscher
- Matthias Mann (* 1959), Physiker und Biochemiker
- Udo Eling (* 1962), Autor, Satiriker und Journalist
- Annette Focks (* 1964), Filmkomponistin
- Jan Melzer (* 1969), Sänger bei LaLeLu
- Mathias Surmann (* 1974), Fußballspieler
- Doris Achelwilm (* 1976), Politikerin
- Michael Borgstede (* 1976), Cembalist und Journalist
- Johannes Grave (* 1976), Kunsthistoriker
- Tina Kraus (* 1979), Fernsehmoderatorin
- Heike Freese (* 1986), Fußballspielerin

### Mit Thuine verbunden
- Maria Anselma Bopp (1835–1887), Ordensschwester und Gründerin des Thuiner Klosters